# Carmen Baroja
Carmen Baroja y Nessi (ur. w 1883 w Pampelunie, zm. 4 czerwca 1950 w Madrycie) – hiszpańska pisarka i etnolożka pisząca pod pseudonimem Vera de Alzate. Jedna z inicjatorek Kobiecego Klubu Lyceum, założycielka teatru kameralnego El mirlo blanco (Biały kruk), prekursorka ruchu feministycznego w Hiszpanii. Należy do Pokolenia 98. 

## Biografia
Była córką Carmen Nessi y Goñi i Serafína Baroja y Zornoza, oraz młodszą siostrą pisarza Pío Baroja i malarza Ricardo Baroja. W dzieciństwie często zmieniała miejsce zamieszkania ze względu na pracę ojca - inżyniera górnictwa, by ostatecznie osiedlić się z rodziną w Madrycie. Zajmowała się złotnictwem, etnografią i badaniem folkloru poruszając tę tematykę w artykułach, katalogach i książkach. W 1906 roku wyjechała do Paryża w celu nauki średniowiecznych technik emalierskich i złotniczych w Muzeum w Cluny. Po powrocie brała udział w Krajowych Wystawach Sztuk Pięknych zdobywając odznaczenia w dziedzinie sztuk dekoracyjnych.
W roku 1913 wyszła za mąż za wydawcę Rafaela Caro Raggio. Z czworga jej dzieci wieku dorosłego dożyło dwóch synów: etnolog Julio Caro Baroja  i reżyser Pío Caro Baroja. 
W 1926 uczestniczyła w założeniu Klubu Kobiecego Lyceum, organizacji kulturalnej na rzecz społecznych, edukacyjnych i pracowniczych praw kobiet, w której odpowiadała za sekcję sztuki organizując wykłady i wystawy. W tym samym roku powołała do życia teatr kameralny El mirlo blanco. 
Prowadziła badania etnograficzne, których efektem stały się opracowania poświęcone m.in. tradycyjnej koronce, biżuterii i amuletom w Hiszpanii. Współpracowała z Museo del Pueblo Español [Muzeum Wsi Hiszpańskiej] opracowując katalogi zbiorów. Jej artykuły pisane  do prasy (m.in. La Nación, Mujer, El Español) zostały opublikowane w 2018 roku w zbiorze pt. Con voz propia: colaboraciones en prensa de Carmen Baroja [Własnym głosem. Współpraca z prasą Carmen Baroja]. 
Jej najważniejszą książką okazały się wydane dopiero w 1998 roku wspomnienia zatytułowane Recuerdos de una mujer de la generación 98 [Wspomnienia kobiety z pokolenia 98].

## Ważniejsze publikacje
- El encaje en España (1933) [Koronka w Hiszpanii]
- Martinito el de la casa grande (1942) [Marcinek z wielkiego domu] (opowiadania dla dzieci)
- Joyas populares y amuletos mágicos (1945) [Ludowa biżuteria i magiczne amulety]
- Tres Barojas: poesías (1995) [Troje Barojów]
- Recuerdos de una mujer de la generación del 98 (1998) [Wspomnienia kobiety z pokolenia 98][1]